# Jassa shawi
Jassa shawi är en kräftdjursart som beskrevs av Chris Conlan 1990. Jassa shawi ingår i släktet Jassa och familjen Ischyroceridae. Inga underarter finns listade i Catalogue of Life.